# Мегантереони
Мегантереоните (Megantereon) са измрял род саблезъби котки, вероятно предшественици на Саблезъбите тигри (Smilodon). Техни фосили са намерени в Северна Америка, Евразия и Африка.
Най-древните потвърдени находки на Мегантереон са от Северна Америка и са на възраст около 4,5 млн. години. Тези от Африка са на около 3 – 3,5 милиона години, а от Азия – на около 2 – 2,5 млн. години. Най-съвременните останки са открити във Франция и са на по-малко от 2,5 млн. години. Там е открит и единственият пълен скелет на Мегантереон. Поради тази причина се предполага, че Мегантереоните произхождат от Северна Америка. Въпреки това, за последните открития на фрагментарни фосили от Кения и Чад, които са на възраст около 5,7 – 7 милиона години, се предполага, че са от Мегантереон. Ако това се окаже вярно, те ще бъдат най-старите вкаменелости на Мегантереон в света. По-нови открития сочат, че Мегантереоните вероятно произхождат от късния Миоцен на Африка.
През 1993 г. в България, сред развалините от ранно-плейстоценска пещера Карната дупка, край Вършец, от проф. Златозар Боев е намерен почти цял череп с долна получелюст на мегантереон, която през 2006 г. той определя таксономично като Megantereon cultridens. Възрастта ѝ е на около 2,3 – 2,5 млн. години и се съхранява в Националния природонаучен музей при БАН.

## Описание
Мегантереоните са били с размери на съвременен голям ягуар (около 1,2 m), но малко по-тежки. Имали са набити предни крайници и големи мускули на шията, предназначени да осигурят мощна и здрава захапка. Най-големите екземпляри са открити в Индия и са тежали около 90 – 150 кг, а най-малките – в Африка и Европа, и са били с тегло само 60 – 70 кг.

## Видове
- Megantereon cultridens (Cuvier, 1824)
- Megantereon ekidoit Werdelin & Lewis, 2000
- Megantereon eurynodon Ewer, 1955
- Megantereon falconeri Pomel, 1853
- Megantereon gracilis Broom & Schepers, 1946
- Megantereon hesperus (Gazin, 1933)
- Megantereon inexpectatus Teilhard de Chardin, 1939
- Megantereon megantereon Croizet & Jobert, 1828
- Megantereon nihowanensis Teilhard de Chardin & Piveteau, 1930
- Megantereon spiryleris
- Megantereon vakhshensis
- Megantereon whitei Broom, 1937